# Nala (Disney)
 (septembre 2018).
Si vous disposez d'ouvrages ou d'articles de référence ou si vous connaissez des sites web de qualité traitant du thème abordé ici, merci de compléter l'article en donnant les références utiles à sa vérifiabilité et en les liant à la section « Notes et références ».
Nala est un personnage de lionne tiré du dessin animé Le Roi lion de Disney créé en 1994. Elle est l'amie d'enfance de Simba et la fille de Sarafina ,,. Dans le deuxième épisode de la série, elle est l'épouse de Simba et la mère d'une petite lionne nommée Kiara et d'un petit lion nommé Kion.   

## Description
C'est une lionne au pelage clair et aux yeux bleus et un nez rose. Elle est une protagoniste de premier plan dans le premier film, et un personnage secondaire dans le second. Nala a été officiellement introduite dans le Roi lion quand Simba lui a demandé si elle voulait venir avec lui dans un endroit vraiment cool, ne sachant pas que Scar incite Simba à aller visiter le cimetière d'éléphants, qui est dangereux.
Après avoir menti en disant qu'ils allaient près de l'étang, la permission leur a été donnée mais à condition que Zazu vienne avec eux. Simba et Nala vont finir par se débarrasser de Zazu et vont se retrouver dans le cimetière, face aux hyènes. Les lionceaux sont finalement sauvés par Mufasa.
Nala n'est pas réapparue jusqu'à ce que Scar annonce qu'il devient roi et que Simba et Mufasa sont morts ; on peut alors apercevoir Nala près de sa mère en train de pleurer.
Beaucoup de temps passe et Nala, adulte, envisage de quitter la Terre des Lions pour chercher de l'aide. Mais Scar et les hyènes l'en empêchent. Zazu intervient et détourne l'attention des antagonistes, permettant à Nala de s'enfuir (ce passage n'est présent que dans le film de 2019).
En quête de nourriture pour son peuple, elle prend en chasse Pumbaa et se retrouve confrontée dans un combat contre Simba, qui finit par reconnaitre son ami d'enfance. Elle est heureuse de le revoir vivant et demande à Simba de retourner à la Terre des Lions pour reprendre sa place qui lui est due et ainsi mettre fin au règne tyrannique de Scar. Simba et Nala tombent amoureux, mais Simba refuse de retourner à la Terre des Lions, pensant qu'il est coupable de la mort de son père alors qu'en réalité ce n'est qu'un mensonge de Scar. C'est ce dernier qui l'a en réalité tué. Après que Rafiki ait informé Nala que Simba était reparti à la Terre des Lions, Timon, Pumbaa et elle l'ont suivi et rejoint.
Les quatre compagnons se retrouvent à la Terre des Lions, qui est devenue abandonnée et dépourvue de végétation afin de réfléchir à un plan pour confronter Scar. Quand Simba apprend que Scar est le responsable de la mort de son père, Mufasa, il force Scar à passer aux aveux devant tout le monde et lorsque ce dernier finit par dire qu'il est le meurtrier à voix haute, le combat se lance entre les lionnes (avec Timon et Pumbaa) et les hyènes alors que pendant ce temps, Simba combat Scar. À la fin du film, Nala est devenue reine et épouse de Simba et l'on voit Rafiki soulever leur petit devant les animaux de toute la savane, sous le regard de Nala.
Dans le Roi Lion 2 : L'Honneur de la Tribu, Simba et Nala ont une fille nommée Kiara. Nala apparaît dans la première scène, en contestant les décisions parentales de Simba puis elle apparaît dans toutes les scènes où la tribu est présente. Pendant le combat vers la fin du film, elle apparaît en combattant personnellement la sœur de Kovu, Vitani. Tout à la fin, on la voit avec les tribus réunies en train de rugir.
Dans la série La Garde Du Roi Lion, qui se passe dans le milieu du Roi Lion 2, Nala et Simba ont également un fils nommé Kion. Nala est personnage récurrent dans la série.

## Interprètes
| Voix originale : - Le Roi lion - Niketa Calame (enfant) - Laura Williams (enfant, chant) - Moira Kelly (adulte) - Sally Dworksy (adulte, chant) - Le Roi lion 2 : L'Honneur de la tribu : Moira Kelly - Le Roi lion 3 : Hakuna Matata : Moira Kelly - La Garde du Roi lion : Gabrielle Union - Le Roi lion (live action) - Shahadi Wright Joseph (enfant) - Beyoncé Knowles Carter (adulte) - The Lion King (musical) (Brodway 1997) : - Heather Headley | Voix française : - Le Roi lion - Morganne Flahaut (enfant) - Melinda Attia (enfant, chant) - Sybille Tureau (adulte) - Maïdi Roth (adulte, chant) - Le Roi lion 2 : L'Honneur de la tribu : Sybille Tureau - Le Roi lion 3 : Hakuna Matata : Sybille Tureau - La Garde du Roi lion : Sybille Tureau - Le Roi lion (live action) - La Garde du roi lion le secret des extraterrestre (enfant ) (film) - Lévanah Solomon (enfant) - Anne Sila (adulte) - Le Roi lion (comédie musicale) (2007) : - Léah Vincent - Le Roi lion (comédie musicale) (2021-23) : - Cylia |

Le Roi lion
- Voix allemande : Magdalena Turba (enfant, chant), et Alexandra Wilcke (adulte, chant)
- Voix brésilienne :  (enfant), Carla Pompillo (adulte), et Paula Tribuzy (adulte, chant)
- Voix danoise : Amalie Alstrup (enfant), et Pernille Højgaard (adulte)
- Voix finnoise : Meri Holopainen (enfant) et Annimaria Rinne (adulte)
- Voix hongroise : Dóra Szentesi (enfant), et Anna Udvarias (adulte, chant)
- Voix islandaise : Álfrún Örnólfsdóttir (enfant) et Steinunn Ólína Þorsteinsdóttir (adulte)
- Voix italienne : Perla Liberatori (enfant) et Laura Boccanera (adulte)
- Voix japonaise : Yamamoto Junko (enfant) et Riko Hanamura (adulte)
- Voix néerlandaise : Dewi Douwes (enfant) et Ryan van den Akker (adulte)
- Voix norvégienne : Anne Aartun (enfant) et Pernille Sommerfeldt Øien (adulte)
- Voix polonaise : Urszula Janowska (enfant) et Krystyna Tyszkiewicz (adulte)
- Voix portugaise : Sara Feio (enfant) et Cláudia Cadima (adulte)

Le Roi lion 2 : L'Honneur de la tribu
- Voix allemande : Alexandra Wilcke
- Voix brésilienne : Carla Pompillo
- Voix danoise : Pernille Højgaard
- Voix finnoise : Annimaria Rinne
- Voix hongroise : Ági Bertalan
- Voix islandaise : Steinunn Ólína Þorsteinsdóttir
- Voix italienne : Laura Boccanera
- Voix japonaise : Riko Hanamura
- Voix néerlandaise : Ryan van den Akker
- Voix norvégienne : Pernille Sommerfeldt Øien
- Voix polonaise : Krystyna Tyszkiewicz
- Voix portugaise : Cláudia Cadima
- Voix québécoise : Hélène Mondoux

## Chansons interprétées par Nala
- Je voudrais déjà être roi (I Just Can't Wait To Be King) avec Zazu et Simba. Chanson composée par Elton John.
- L'Amour brille sous les étoiles (Can You Feel the Love Tonight?) avec Simba, Timon et Pumbaa. Chanson composée par Elton John.
- Pour toi (Spirit) en solo dans Le Roi Lion (2019). Chanson composée par Beyoncé. (prêtant également sa voix à Nala dans ce film).
- Terre d'ombre dans la comédie musicale Le roi lion. Composée par Elton John.